# João Leithardt Neto
João Leithardt Neto (Passo Fundo, 6 de enero de 1958 – Passo Fundo, 3 de octubre de 2015), apodo futbolístico Kita, fue un futbolista brasileño, que jugó como delantero. Ganó la medalla de plata de los Juegos Olímpicos de Los Ángeles 1984 con la selección de Brasil.
Kita murió el 3 de octubre de 2015 a la edad de 57 años debido a una infección generalizada agravada por un cáncer hepático.

## Clubes
| Año       | Club                     | País   |
| --------- | ------------------------ | ------ |
| 1979      | 14 de Julho              | Brasil |
| 1980-1981 | Brasil de Pelotas        | Brasil |
| 1982–1983 | Juventude                | Brasil |
| 1984–1985 | Internacional            | Brasil |
| 1985–1986 | Internacional de Limeira | Brasil |
| 1988      | Portuguesa               | Brasil |
| 1989      | Gremio de Portoalegre    | Brasil |
| 1990      | Paranaense               | Brasil |
| 1991-1992 | Figueirense              | Brasil |
| 1993      | Esportivo                | Brasil |
| 1994      | EC Guarani               | Brasil |
| 1995      | Passo Fundo              | Brasil |

## Palmarés
- Vencedor del Campeonato Gaúcho en 1984 con el Internacional
- Vencedor del Campeonato Paulista en 1986 con el Inter de Limeira
- Vencedor de la Copa de Brasil en 1989 con Grêmio
- Medalla de plata en los Juegos Olímpicos de Los Ángeles 1984 con la selección de Brasil.

## Distinciones personales
- Pichichi del Campeonato Gaúcho en 1983 con 15 goles
- Pichichi del Campeonato Paulista en 1986 con 23 goles.